# Остеохондроз позвоночника
О современной диагностике и лечении заболеваний костно-мышечной системы читайте в статье Дорсопатия.
Остеохондро́з позвоно́чника (новолат. osteochondrosis: др.-греч. ὀστέον — кость + χόνδρος — хрящ + лат. -ōsis) — термин, широко применяемый в России с 1960-х годов и означающий дегенеративные изменения межпозвонкового диска и сегментарную нестабильность нижней части позвоночного столба. Вместе с тем в развитых странах мира в медицинских классификациях нозологическая единица «остеохондроз позвоночника» среди дегенеративно-дистрофических заболеваний отсутствует. Термин «osteochondrosis» в литературе западных стран используется для обозначения группы заболеваний совсем другого патогенеза, которые в России обозначаются термином «остеохондропатия», и под широко использующимся в РФ кодом M42.1 (Adult osteochondrosis of spine — остеохондроз позвоночника у взрослых) Международной классификации болезней десятого пересмотра скрывается совсем другое заболевание — не дегенеративно-дистрофическое, а последствия вызванного нарушением микроциркуляции асептического некроза губчатой кости. Тем не менее для обозначения диагноза остеохондроза позвоночника практикующие врачи в РФ применяют именно этот код.
Преобладание парадигмы «остеохондроза» в российской неврологии приводит к тому, что практически любая боль в области спины признаётся его симптомом. Из-за прочно укоренившегося в сознании врачей наличия неизбежной причинной связи между болевым синдромом в спине и патологией позвоночника слишком мало внимания уделяется клиническому обследованию пациентов: диагноз «остеохондроз позвоночника» заранее предрешён, и, как правило, рентгенография его подтверждает, поскольку у любого пациента старше 30 лет на рентгенограмме позвоночника можно обнаружить те или иные признаки дегенеративно-дистрофических изменений. Между тем боль в спине может быть вызвана самыми разными причинами, включая онкологические заболевания, туберкулёз, остеомиелит позвоночника, эпидуральный абсцесс, анкилозирующий спондилит и другие спондилоартриты, травматический и остеопоротический переломы позвонка, сдавление спинномозгового корешка,заболевания органов грудной и брюшной полостей и малого таза и многие другие причины. Кроме того, у многих пациентов боль в спине не связана ни с какими-либо висцеральными заболеваниями, ни c серьёзной патологией позвоночника, спинного мозга и его корешков (так называемая неспецифическая боль в спине). При гипердиагностике остеохондроза часто игнорируются функциональные нарушения опорно-двигательного аппарата с формированием блоков в крупных и мелких суставах и появлением тех или иных рефлекторных болевых мышечно-скелетных синдромов.
Многие зарубежные авторы подчёркивают отсутствие корреляции между рентгенологическими признаками дегенеративного поражения позвоночника и наличием боли в спине, а также её интенсивностью. Известно, что лишь у 1 из 10 пациентов с рентгенологическими признаками дегенеративного поражения позвоночника наблюдаются клинические признаки заболевания, такие как боль в спине. Поэтому пациенты с неспецифической болью в спине не нуждаются в непременном проведении рентгенографии позвоночника и обязательной консультации невролога, а должны лечиться у терапевта или врача общей практики.

## Терминология

### Понятие остеохондроза в российской литературе и российской клинической практике
Существует несколько хорошо известных российских определений остеохондроза, мало отличающихся друг от друга. Наиболее часто встречающимся из них является определение, предложенное известным неврологом-вертебрологом Я. Ю. Попелянским: остеохондроз позвоночника — это «полифакторное дегенеративное заболевание позвоночно-двигательного сегмента, первично поражающее межпозвонковый диск, а вторично — другие отделы позвоночника, опорно-двигательного аппарата и нервную систему».
В российском справочнике «Вертебрология в терминах, цифрах и рисунках» (2005) даётся определение остеохондроза позвоночника как «исторически сложившегося термина, используемого для обозначения дегенеративно-дистрофического поражения межпозвонкового диска и субхондральных отделов позвоночника».
В руководстве «Остеохондроз позвоночника» Н. М. Жулева и соавторов говорится, что в литературе, главным образом рентгенологической, используются и другие, помимо остеохондроза, названия для обозначения невоспалительных, дегенеративно-дистрофических изменений в позвоночнике: спондилёз, хондроз, дискоз, дископатии, деформирующий артроз межпозвонковых и рёберно-позвоночных суставов, спондилоартроз и др. Но при этом Н. М. Жулев и соавторы подчёркивают, что для всех этих изменений «традиционно установилось наименование — остеохондроз».
Особую путаницу вносит применение термина «остеохондроз» не только для наименования выявляемых рентгенологических изменений в позвоночнике (сужение межпозвонковой щели, субхондральный склероз кости, краевые остеофиты и т. д.), но и для наименования связываемых с ними неврологических расстройств. Так, Я. Ю. Попелянский полагает, что развитие неврологической симптоматики при остехондрозе практически обязательно: «Позвоночник — это не только позвонки, суставы, диски, связки, это ещё и сложно иннервируемые мышцы данного органа. Соответствующие изменения в нервной системе (с момента включения патологии позвоночно-двигательных сегментов) во всех случаях будут вертеброгенными». В клинической классификации синдромов остеохондроза позвоночника, предложенной Я. Ю. Попелянским, выделяются компрессионные, рефлекторные и миоадаптивные синдромы.
Незнание и рентгенологами, и клиницистами признаков дистрофических изменений позвоночника (таких, как хондроз, спондилоартроз, спондилёз, фиксирующий гиперостоз и др.) приводит к гипердиагностике: выставлению этих диагнозов при отсутствии у пациентов соответствующих расстройств. Во многих случаях практикующие врачи называют остеохондрозом все эти дистрофические изменения из-за незнания различий между ними.
К остеохондрозу ошибочно относят также и грыжу диска, возникающую, как правило, вследствие разрыва нормального диска, а не изменённого дистрофическим процессом (поэтому называть грыжу диска остеохондрозом не более верно, чем называть разрыв мениска в коленном суставе остеоартрозом).
Доктор медицинских наук профессор кафедры лучевой диагностики РМАПО автор книг и монографий по болезням позвоночника Павел Жарков и академик РАМН доктор медицинских наук профессор заведующий кафедрой неврологии СПб ГМУ им. И. П. Павлова Александр Скоромец утверждают, что остеохондроз (если понимать под ним дегенеративно-дистрофические изменения, согласно российскому представлению об остеохондрозе) представляет собой не болезнь, а признак старения — такой же, как, например, седые волосы; иными словами, это просто морфологический термин, означающий старение межпозвонкового диска. По причине больших нагрузок, возрастных изменений, нарушения микроциркуляции или экологических факторов хрящ, находящийся между позвонками, высыхает, теряет эластичность, становится более плотным, а впоследствии — хрупким; это и есть остеохондроз. Остеохондроз сам по себе не может вызывать болей, так как хрящи, кости, спинной и головной мозг не имеют болевых рецепторов. Кроме того, остеохондрозные разрастания не могут повредить или «защемить» корешки и нервы, поскольку за пределами спинномозгового канала корешков нет, а внутри него корешки легко перемещаются в спинномозговой жидкости и таким образом уходят от сдавливания. Единственное непосредственное проявление остеохондроза — ограничение подвижности позвоночника; а боли в шее, в руках, в спине и пр. — это проблемы спинно-мозговых корешков, мышц и связок вокруг сустава, сухожилий и надкостницы. В частности, некоторые случаи боли в пояснице, которые могут ошибочно диагностироваться как поясничный остеохондроз, на самом деле являются симптомом поясничного прострела, вызванного возрастными дистрофическими изменениями в связках, и повреждения связки при травме.

### Патология позвоночника в МКБ-10
В Международной классификации болезней десятой редакции (МКБ-10) вся патология позвоночника и формирующих его структур (за исключением травм) указана в рубрике «Дорсопатии» (М40—М54). В этой рубрике присутствуют, в частности, «спондилопатии» — «анкилозирующий спондилит» (М45) и «спондилёз» (М47), который также обозначен как «артроз, или остеоартроз позвоночника и дегенерация дугоотростчатых суставов». Раздел «Другие дорсопатии» (М50—М54) включает в себя классификацию «поражений межпозвонковых дисков» (М50) в различных отделах позвоночника, в том числе их дегенерацию, смещение и узлы (грыжи) Шморля, которые либо сопровождаются, либо не сопровождаются неврологическими проявлениями (миелопатия, радикулопатия).
В разделе «Деформирующие дорсопатии» (М40—М43) присутствуют, наряду с кифозом, лордозом и сколиозом, термин «остеохондроз позвоночника у взрослых» (М42.1) и термин «ювенильный остеохондроз позвоночника» (болезнь Шейермана, М42.0), но нет места для «остеохондроза позвоночника» в российском понимании этого термина:
(M40—M43) Deforming en:dorsopathies — «Деформирующие дорсопатии»
- (M40) en:Kyphosis and en:lordosis
  - (M40.0) en:Postural kyphosis
- (M41) en:Scoliosis
- (M42) en:Spinal osteochondrosis
  - (M42.0) en:Juvenile osteochondrosis of spine — ювенильный остеохондроз позвоночника
    - en:Scheuermann's disease — болезнь Шейермана

  - (M42.1) en:Adult osteochondrosis of spine — остеохондроз позвоночника у взрослых
  - (M42.9) en:Spinal osteochondrosis, unspecified
- (M43) Other en:deforming dorsopathies
  - (M43.0) en:Spondylolysis
  - (M43.1) en:Spondylolisthesis
  - (M43.2) Other en:fusion of spine
  - (M43.6) en:Torticollis

Российский вариант МКБ-10 был введён в 1998 году без должной проработки и грамотного медицинского перевода (приказ Министерства здравоохранения Российской Федерации № 170 от 27.05.97 года и № 3 от 12.01.98 года). В связи с этим в 2005 году высказывалось мнение (кандидат медицинских наук известный легкоатлет В. Челноков), что «потребность „быть как все“ и необходимость адаптации к последней „Международной статистической классификации болезней и проблем, связанных со здоровьем“, заставляют и врачей, и научных работников, к большому сожалению, подчиниться новым „веяниям“». Чтобы разрешить длящиеся не одно десятилетие споры о наименованиях дистрофических изменений позвоночника и связываемой с ними клинической симптоматики, некоторые российские учёные (А. И. Федин, Н. А. Шостак) предложили заменить российский термин «остеохондроз» термином «дорсопатия», якобы в соответствии с МКБ-10. Это предложение подвергалось критике, поскольку термин «дорсопатия» не является диагнозом конкретного заболевания, а объединяет всю нетравматическую вертебральную патологию, в том числе болевые синдромы, воспалительные и невоспалительные поражения позвоночника, его приобретённые деформации и др. — иными словами, множество конкретных расстройств, представляющих собой отдельные нозологические или клинико-патогенетические сущности.
Тем не менее появились методические пособия, указывающие на необходимость использования для обозначения остеохондроза позвоночника кодов в разделе «Другие дорсопатии» МКБ-10 (диапазон М50—М54).

### Термин «остеохондроз» в англоязычной литературе
В англоязычной литературе под остеохондрозом понимается гетерогенная группа заболеваний, для которых характерны общие признаки: поражение костей незрелого скелета с вовлечением эпифизов, апофизов или эпифизоидных костей и рентгенографическими изменениями в них. Наблюдается фрагментация, коллапс, склероз и нередко реоссификация с восстановлением контура кости. Ювенильный остеохондроз позвоночника (болезнь Шейермана-Мау) может приводить к формированию кифоза верхних отделов спины, вплоть до возникновения горба.
Помимо остеохондрозов позвоночника, данные о которых приведены выше, выделяют и другие разновидности остеохондроза. Все они являются юношескими, локализуются в различных костях, носят имена описавших их исследователей и кодируются в МКБ-10 под шифрами М91—М94. К этим остеохондрозам относятся, в частности:
- Остеохондроз подвздошного гребешка (Бьюкенена)
- Остеохондроз головки бедренной кости (Легга—Калве—Пертеса)
- Остеохондроз головки плечевой кости (Хааса)
- Остеохондроз головки лучевой кости (Брейлсфорда)
- Остеохондроз полулунной кости запястья (Кинбека)
- Остеохондроз бугорка большеберцовой кости (Шляттера)

Итак, в МКБ-10 остеохондроз рассматривается как заболевание растущих центров оссификации у детей, начинающееся как дегенерация или некроз кости с последующей локальной регенерацией или рекальцификацией и имеющее различные названия в зависимости от того, в какой кости это заболевание локализуется. В российской практике термин «ювенильный остеохондроз» произвольно заменён термином «остеохондропатии», не соответствующим рубрикации в МКБ-10.
Таким образом, остеохондроз в русскоязычной литературе и остеохондроз в англоязычной — противоположные понятия: если в России под остехондрозом понимается «дегенеративно-дистрофическое» поражение структур позвоночника у людей зрелого и пожилого возраста, то на Западе остехондроз — явление преимущественно ювенильное.
В ряде зарубежных источников (в частности, словарь американских неврологов) раздел «Остеохондроз» содержит упоминание «межвертебрального (остео)хондроза», под которым понимается «дегенеративное поражение дисковертебральных сочленений позвоночника с характерными радиографическими проявлениями в виде сужения межпозвоночных промежутков и реактивного склерозирования верхних и нижних поверхностей тел позвонков». Иными словами, в этих случаях термин «остеохондроз позвоночника» означает рентгенологический симптомокомплекс, а не клинически определённое заболевание.
В современной зарубежной литературе термин «остеохондроз позвоночника» практически отсутствует (кроме термина «ювенильный остеохондроз»), что резко контрастирует с чрезвычайно широким его применением в российской клинической практике.